# ЯНеБоюсьСказать
#яНеБоюсьСказать (укр. #яНеБоюсьСказати) — всеукраинская социальная акция с элементами флешмоба, посвящённая проблеме насилия над женщинами, запущенная 5 июля 2016 года, подхваченная также российскими и белорусскими пользователями сети Интернет. Флешмоб начала общественная активистка, феминистка, журналист, директор ГО «STUDENA» Анастасия Мельниченко в социальной сети Facebook.

## Суть
Размещение информации под хештегом #яНеБоюсьСказать связано с откровенными рассказами из жизни относительно домогательства, изнасилования, равнодушного отношения правоохранительных органов к пострадавшей стороне, осуждения со стороны близких:

Я хочу, чтобы сегодня говорили мы, женщины. Чтобы мы говорили о насилии, которое пережили большинство из нас. Я хочу, чтобы мы не оправдывались: «Я шла в спортивках среди бела дня, а меня всё равно схватили». Потому что нам не надо оправдываться. Мы не виноваты, виновен ВСЕГДА насильник. 

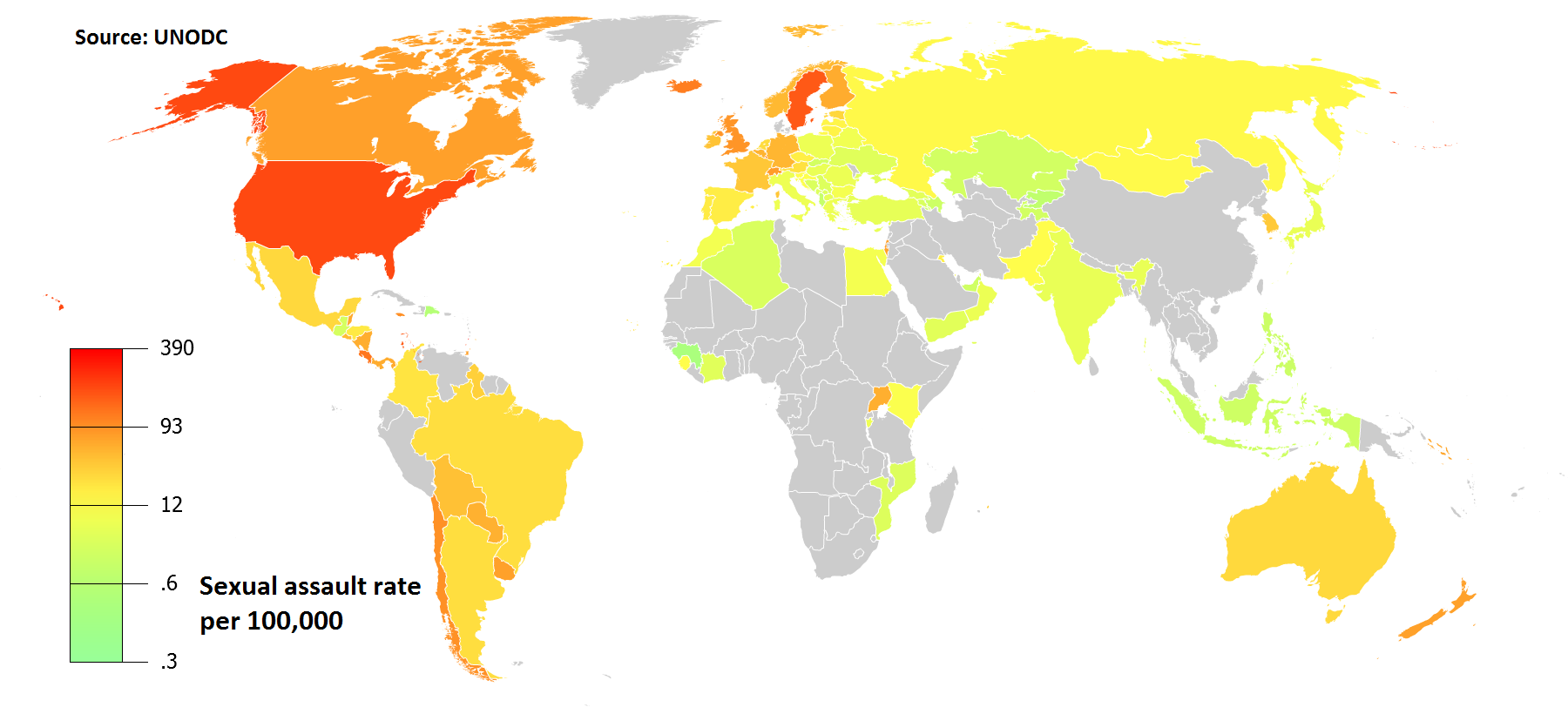
Регистрация случаев сексуального насилия в мире за 2010—2012 годы на 100 000 человек

 Я не боюсь говорить. И я не чувствую себя виноватой.
Оригинальный текст (укр.)Я хочу, аби сьогодні говорили ми, жінки. Аби ми говорили про насильство, яке пережила більшість з нас. Я хочу, аби ми не оправдувалися “я йшла у спортивках серед дня, а мене все одно схопили”. Бо нам не треба оправдуватися. Ми не винні, винен ЗАВЖДИ насильник. 
Я не боюсь говорити. І я не почуваюся винною.

## Цель
Целью акции является привлечение внимания общества к проблемам насилия. Приняли участие сотни пользователей социальной сети Facebook, как женщины, так и мужчины.

## Реакция
На данную акцию откликнулись сотни людей. Многие мировые издания опубликовали информацию о данном событии. В частности, британская газета The Guardian отмечала, что акция стала «новой точкой отсчёта для России и Украины, где бытовое насилие и сексуальные домогательства часто оказываются запретными темами или понимаются как естественная часть жизни» (It is a new departure for Russia and Ukraine, where domestic violence and sexual abuse are often taboo topics, or treated as part of life); в то же время газета указывала и на возражения отдельных публицистов (в том числе Антона Носика), утверждавших, что в современном обществе женщины обладают не меньшими возможностями манипуляции и принуждения, и не все рассказанные в рамках акции истории могут соответствовать действительности. Некоторые реакции противников флешмоба, по мнению журналистов, укладываются в схему «обвинения жертвы», поскольку среди причин сексуального насилия они называют провоцирующее или неосмотрительное поведение женщины.
«Флешмоб не вылечит ничьих травм, но он заставит всех подумать о том, о чём думать не хочется. Заставит говорить об этом, пусть даже с экивоками или через губу, продираясь через защиты. Нельзя расчистить авгиевы конюшни, не указав пальцем на дерьмо и не назвав его вслух дерьмом» — указывает в связи с акцией #яНеБоюсьСказать психолог и публицистка Людмила Петрановская.
Акция была замечена украинскими политиками: как заявил депутат Верховной Рады Борислав Береза, благодаря данной социальной акции 12 июля 2016 года группа парламентариев внесла законопроект о приведении украинского законодательства в соответствие с Конвенцией Совета Европы о предотвращении и борьбе с насилием по отношению к женщинам и домашним насилием.

## Сходство
По своей сути, данная акция похожа на организованный Международный флешмоб против насилия над представителями женского пола, который прошёл годом ранее с 25 ноября по 1 декабря. Тогда под хештегом #RedMyLips женщины красили губы красной помадой, и размещали свою фотографию в социальные сети. Данная инициатива проходит в апреле в США — в месяц публичной дискуссии относительно сексуального насилия.
В социальной сети Twitter уже проходила похожая акция, тогда в мировой тренд вышел хештег #sendeanlat («Расскажи свою историю о насилии») после убийства студентки Озгеджан Ослан, которая защищала себя от сексуального нападения.
Следует так же обратить внимание на кампанию под хештегом #NotGuilty, начатую в апреле 2015 года в Великобритании, после статьи в студенческой газете Оксфорда, которая, наиболее вероятно, и послужила началом данному явлению.

## Критика
Комментируя акцию #яНеБоюсьСказать, Пётр Каменченко, кандидат медицинских наук, психиатр, специалист по посттравматическому стрессовому расстройству, заявил, что благодаря ей жертвы получают «возможность выговориться» и «помочь себе и другим», однако нужно с большой осторожностью относиться к их сообщениям. Собирая материалы для своего исследования на рубеже 1980-х — 1990-х годов, он «обратил внимание на высокую степень недостоверности рассказов жертв изнасилования», многие из которых «оказались чистым вымыслом, живущим в рассказах фиктивных жертв годами». Каменченко предположил, что, если не брать «корыстные интересы или месть», «причина кроется в истерических расстройствах».